# Symphonies of Sickness
Symphonies of Sickness ist das zweite Studioalbum der englischen Extrem-Metal-Band Carcass. Es erschien im Dezember 1989 bei Earache Records und in den USA bei Combat Records. Das Musikmagazin Terrorizer wählte es 2009 auf Platz 4 seiner Liste der Wichtigsten Europäischen Grindcore-Alben. Neben der Schallplattenversion erschien eine CD mit 16 zusätzlichen Liedern des Vorgängeralbums Reek of Putrefaction.

## Entstehung
Das Album besteht aus sechs älteren Liedern, die zuvor von Carcass auf verschiedenen Demos veröffentlicht worden waren, sowie aus vier neuen Liedern. Diese unterschieden sich sehr stark von dem, was die Gruppe bisher an Liedern geschrieben hatten und repräsentierten laut Bill Steer die musikalische Richtung, in die sich Carcass weiterentwickeln wollte. In einem zeitgenössischen Interview zollte Bill Steer zwar den US-amerikanischen Death-Metal-Bands Respekt, verneinte allerdings, beim Songwriting von dieser Musik beeinflusst worden zu sein, und nannte als Haupteinfluss nach wie vor den frühen Hardcore Punk. Im Juli 1989 begab sich Carcass in das Slaughterhouse Studio, um mit Produzent Colin Richardson die Lieder aufzunehmen. Anders als beim vorangegangenen Studioalbum hatten die Musiker rund vier Wochen Zeit für die Aufnahmen. Bei der Veröffentlichung entschied Earache Records, die CD-Version als Kaufanreiz um 16 Titel des Debütalbums Reek of Putrefaction zu erweitern. Die Band respektierte diese Entscheidung, obwohl sie lieber während des Studioaufenthaltes einige neue Titel für diese Zwecke aufgenommen hätte.
Das Album erschien im Dezember 1989 als LP, CD, MC und Picture Disc. Im Jahr 2002 erfolgte eine Wiederveröffentlichung in verschiedenen limitierten Auflagen, eine davon in Deutschland mit rotem Vinyl und auf 1.000 Stück begrenzt. Im Oktober 2008 erschien ein Digipak, das neben der CD eine DualDisc enthielt. Auf deren Audio-Seite befand sich das Demo Symphonies of Sickness, auf der Video-Seite eine Bandbiografie unter dem Titel The Pathologist's Report Part II – Propagation.

## Rezeption
Für Natalie J. Purcell war das Album mit seinen „eingängigeren und langsameren Stücken“ der erste Schritt von Carcass hin zum Death Metal, den sie auf dem nachfolgenden Album spielten. Ned Raggett von Allmusic meint, dass die bessere Produktion und die längere Spieldauer der Lieder ein Schritt nach vorne gewesen sei, ohne dass Carcass etwas von ihrer Energie verloren hätten. Besonders das zweite Stück Exhume to Consume hebt der Rezensent hervor und bezeichnet es als „absolutes Carcass-Highlight“. André Bohnensack vom Ox Fanzine bezeichnete Symphonies of Sickness als „Grindcore-Meisterwerk“, das durch eine Kombination aus „musikalischer Brutalität mit intelligentem Songwriting“ bis heute unübertroffen sei. Das US-amerikanische Musikmagazin Decibel führte das Album 2011 in der Rubrik Disposable Heroes (dt.: ‚verzichtbare Helden‘) als ein überbewertetes Album mit Kultstatus. Für Autor Jamie Getz ist das Album weder Grindcore noch Death Metal, er bezeichnet die Gitarrensoli als schwach, die Breakdowns als misslungen und kritisiert, dass längere Stücke wie Empathological Necroticism zu lange nicht auf den Punkt kämen.

## Titelliste
Reguläre Titel der LP-Version
1. Reek of Putrefaction – 4:11
2. Exhume to Consume – 3:51
3. Excoriating Abdominal Emanation – 4:32
4. Ruptured in Purulence – 4:11
5. Empathological Necroticism – 5:45
6. Embryonic Necropsy and Devourment – 5:13
7. Swarming Vulgar Mass of Infected Virulency – 3:10
8. Cadaveric Incubator of Endoparasites – 3:24
9. Slash Dementia – 3:23
10. Crepitating Bowel Erosion – 5:27

Bonus-Stücke der CD-Version
1. Genital Grinder – 1:25
2. Regurgitation of Giblets – 1:22
3. Maggot Colony – 1:37
4. Pyosisified (Rotten to the Gore) – 2:54
5. Vomited Anal-Tract – 1:43
6. Fermenting Innards – 2:33
7. Excreted Alive – 1:20
8. Suppuration – 2:19
9. Foeticide – 2:44
10. Feast on Dismembered Carnage – 1:25
11. Splattered Cavities – 1:53
12. Psychopathologis – 1:17
13. Burnt to a Crisp – 2:40
14. Pungent Excruciation – 2:30
15. Oxidised Razor Masticator – 3:11
16. Malignant Defecation – 2:16